# Juan Nepomuceno Zegrí y Moreno
Juan Nepomuceno Zegrí y Moreno (Granada, 11 ottobre 1831 – Malaga, 17 marzo 1905) è stato un presbitero spagnolo, fondatore della congregazione delle Suore della Carità di Nostra Signora della Mercede (dette Mercedarie della Carità). È stato beatificato da papa Giovanni Paolo II nel 2003.
La sua memoria liturgica è il 17 marzo.